# Ross Leigh Cagan
Ross Leigh Cagan (* 25. Mai 1960 in Trenton) ist ein US-amerikanischer Mediziner und Hochschullehrer. Er ist seit 2020 der erste Regius Professor of Precision Medicine an der University of Glasgow. Er ist Wolfson Fellow der Royal Society und wissenschaftlicher Direktor des Wolfson Wohly Cancer Research Centres.

## Leben und Arbeit
Nach einem Bachelor-Abschluss an der University of Chicago setzte Cagan sein Studium der Neurobiologie an der Princeton University fort. Er wurde von der Princeton University unter seinem Doktorvater Donald Ready promoviert (Ph.D.) und arbeitete noch einige Zeit als Postdoctoral Fellow an der University of California, Los Angeles. 1993 nahm er Lehrtätigkeiten an der Washington State University auf wo er sich habilitierte. In dieser Zeit verschob sich sein Interesse von der Augenmedizin zur Entwicklung von Krebs und metabolischen Erkrankungen. Diese Interessenverschiebung veranlasste ihn 2007, Washington State zu verlassen und Lehrtätigkeiten an der Icahn School of Medicine at Mount Sinai aufzunehmen, wo er eine Professur in der Abteilung Entwicklungs- und regenerative Biologie übernahm.
In seinen Laboren wurden an genetisch modifizierten Taufliegen (überwiegend Drosophila) Medikamente untersucht, die Cagan gemeinsam mit dem Chemiker Arvin Dar und dem Computational Chemist Avner Schlessinger entwickelte. Im Fokus standen verschiedenen Krebserkrankungen, aber auch Diabetes und weitere metabolische Erkrankungen. Dabei wird die Erkrankung eines Menschen mit einer Veränderung von typischerweise 5 bis 15 Genen im Fliegenmodell nachgestellt, die dann auf die komplexe Reaktion auf eine Behandlung untersucht werden können. Das Ziel waren Medikamente-Cocktails, die bei individuellen Patienten optimal wirken sollten. Dabei wurde Genforschung mit Pharmakologie kombiniert, um neuartige Wirkstoffe für die Behandlung zu entwickeln. Cagans Team war maßgeblich an der Erforschung des Wirkstoffs Vandetanib beteiligt. Auf dieser Grundlage baute Cagan die Abteilung für personalisierte Krebstherapien am Mount Sinai auf (Center for Personalized Cancer Therapeutics, CPTC).
2020 verließ er die Vereinigten Staaten, um als erster Professor die 2016 neu geschaffene Regius Professur in Glasgow zu übernehmen sowie als wissenschaftlicher Direktor des Wolfson Wohly Cancer Research Centres zu arbeiten. An neuer Wirkungsstätte setzt er seine Forschungen fort und erweitert das Krankheitsmodell um weitere Krebsformen und Erbkrankheiten.
Ross Cagan ist verheiratet und hat zwei erwachsene Töchter.

## Bibliografie

### Artikel
- 1989 On development in the retina of Drosophila melanogaster
- 2010 Invertebrate and Vertebrate Eye Development
- 2017 KIF5B-RET Oncoprotein Signals through a Multi-kinase Signaling Hub

### Kapitel
- 2014 Fly: a model to study the podocyte; (mit J. Na). In: Z.-H. Liu und J. C. He (Hrsg.) Podocytopathy. (doi:10.1159/isbn.978-3-318-02651-1)